# Bielska Jesień

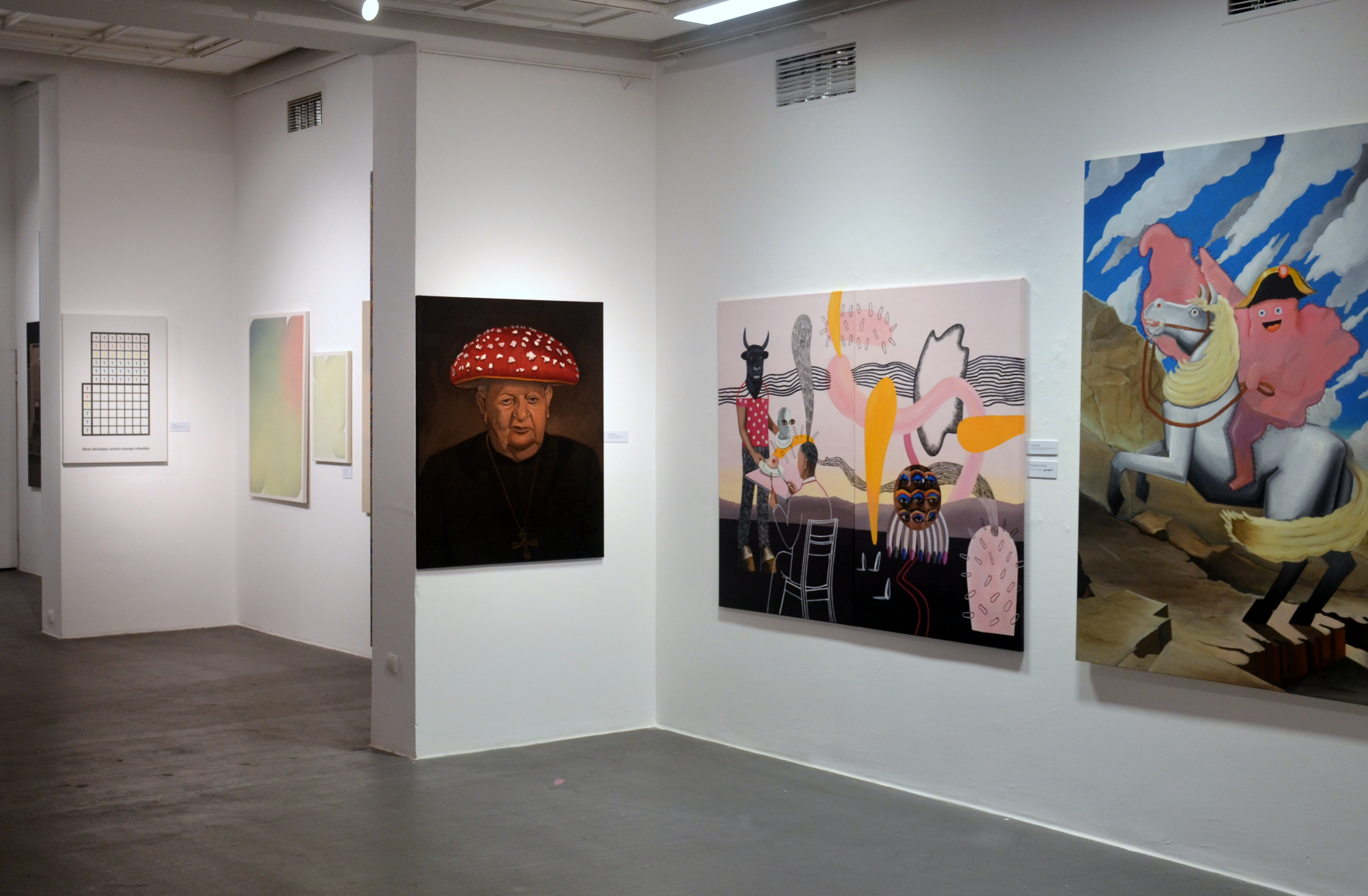
45. Biennale Malarstwa „Bielska Jesień 2021”

Ogólnopolski Konkurs Malarstwa „Bielska Jesień” – organizowany od 1962, najpierw przez Związek Polskich Artystów Plastyków oddział Bielsko-Biała, a później Galerię Bielską BWA, konkurs malarstwa współczesnego. Początkowo konkurs odbywał się dorocznie, w 1995 zmieniono jego formułę na biennale. Ma otwartą formułę – nie narzuca tematu, problemu, techniki ani nie określa wieku uczestników. Artyści uczestniczący w konkursie nadsyłają prace malarskie z dwóch ostatnich lat swojej twórczości.

## Laureaci konkursu
| Edycja                                                   | Grand Prix                                          | II Nagroda         | III Nagroda          | Źródło |
| -------------------------------------------------------- | --------------------------------------------------- | ------------------ | -------------------- | ------ |
| 32. Ogólnopolski Konkurs Malarstwa „Bielska Jesień 1995” | I nagroda – Waldemar Duda                           |                    |                      | [ 1 ]  |
| 33. Ogólnopolski Konkurs Malarstwa „Bielska Jesień 1997” | Wojciech Leder                                      |                    |                      | [ 2 ]  |
| 34. Ogólnopolski Konkurs Malarstwa „Bielska Jesień 1999” | Wilhelm Sasnal                                      |                    |                      |        |
| 35. Ogólnopolski Konkurs Malarstwa „Bielska Jesień 2001” | Rafał Borcz                                         |                    |                      |        |
| 36. Ogólnopolski Konkurs Malarstwa „Bielska Jesień 2003” | Grzegorz Wnęk                                       | Viola Tycz         | Aleksander Kozera    |        |
| 37. Ogólnopolski Konkurs Malarstwa „Bielska Jesień 2005” | Karolina Zdunek                                     | Przemysław Kwiek   | Bartłomiej Materka   |        |
| 38. Ogólnopolski Konkurs Malarstwa „Bielska Jesień 2007” | Wojciech Kubiak Lidia Krawczyk                      | Agata Biskup       | Stefan Hanćkowiak    |        |
| 39. Ogólnopolski Konkurs Malarstwa „Bielska Jesień 2009” | Kamil Kuskowski                                     | Andrzej Cisowski   | Paweł Matyszewski    |        |
| 40. Ogólnopolski Konkurs Malarstwa „Bielska Jesień 2011” | Jakub Ciężki                                        | Paweł Matyszewski  | Kamila Woźniakowska  |        |
| 41. Ogólnopolski Konkurs Malarstwa „Bielska Jesień 2013” | Ewa Juszkiewicz                                     | Ewa Skaper         | Konrad Maciejewicz   | [ 3 ]  |
| 42. Biennale Malarstwa „Bielska Jesień 2015”             | Martyna Czech                                       | Michał Gątarek     | Tomasz Kręcicki      | [ 4 ]  |
| 43. Biennale Malarstwa „Bielska Jesień 2017”             | Sebastian Krok                                      | Karolina Jabłońska | Aleksandra Bujnowska | [ 6 ]  |
| 44. Biennale Malarstwa „Bielska Jesień 2019”             | Karol Palczak                                       | Tomasz Kulka       | Paweł Baśnik         | [ 7 ]  |
| 45. Biennale Malarstwa „Bielska Jesień 2021”             | Tomasz Kulka                                        | Olga Dmowska       | Adam Kozicki         | [ 8 ]  |
| 46. Biennale Malarstwa „Bielska Jesień 2023”             | ex aequo Edyta Hul, Karolina Jarzębak, Adam Kozicki |                    |                      | [ 9 ]  |